# ان‌جی‌سی ۶۷۰۹
ان‌جی‌سی ۶۷۰۹ (به انگلیسی: NGC 6709) خوشه ستاره‌ای باز در صورت فلکی عقاب است.

## منابع

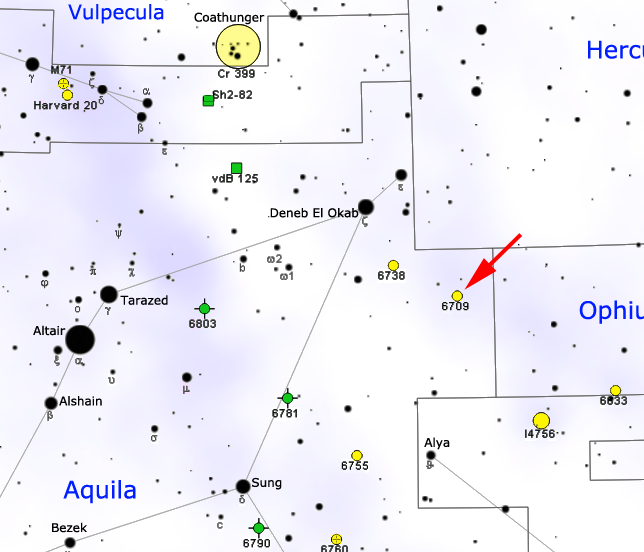
مکان ان‌جی‌سی ۶۷۰۹ در صورت فلکی عقاب